# Ribossoma

Os ribossomas(3) são organelos localizados tanto no retículo endoplasmático como espalhados pelo citoplasma.

Ribossomas (português europeu) ou ribossomos (português brasileiro) são as estruturas nas quais são produzidas as proteínas das células. Encontram-se livres no citoplasma tanto nas células eucariontes como nas procariontes. Nas eucariontes, eles também podem estar aderidos ao retículo endoplasmático. São organelas celulares constituídos por proteínas e ácido ribonucleico presentes  citoplasma celular, nas mitocôndrias, nos cloroplastos e na parte superficial do retículo endoplasmático, formando o retículo endoplasmático rugoso (granular). Trata-se de um complexo macro-molecular que asseguram a síntese proteica através da informação genética que lhes chega do ARN transcrito na forma de ARN mensageiro. Os ribossomas reúnem as vinte moléculas específicas de aminoácidos para formar proteínas determinadas por sequências de moléculas de ARN. Visíveis apenas ao microscópio eletrónico, com um tamanho de 29 nm. em células procariotas e 32 nm. em eucariotas. Estão presentes em todas as células, exceto nos espermatozoides. Os ribossomas são considerados em várias fontes como organelos não membranosos, dado que não existem endomembranas na sua estrutura, entretanto alguns biólogos não os consideram propriamente organelos por este mesmo motivo.

## Descoberta
Os ribossomos foram observados pela primeira vez em meados de 1955 pelo biólogo celular romeno-americano George Emil Palade, usando um microscópio eletrônico, como partículas densas ou grânulos. O termo "ribossomo" foi proposto pelo cientista Richard B. Roberts no final da década de 1950.
Albert Claude, Christian de Duve e George Emil Palade receberam conjuntamente o Prêmio Nobel de Fisiologia ou Medicina, em 1974, pela descoberta do ribossomo. O Prêmio Nobel de Química de 2009 foi concedido a Venkatraman Ramakrishnan, Thomas A. Steitz e Ada E. Yonath por determinar a estrutura detalhada e o mecanismo do ribossomo.

## Função

Os ribossomos(3) usam uma fita de RNA mensageiro (RNAm) para sintetizarem fitas de RNA complementares usando os aminoácidos transportados pelo RNAt e vão se movendo ao longo dessa fita encaixando de 3 em 3 bases nitrogenadas até encontrar um códon de parada.

Sua função é sintetizar fitas proteicas de RNA complementares às já existentes e produzir enzimas. As proteínas produzidas pelos polirribossomas geralmente permanecem dentro da célula para uso interno. Já as enzimas produzidas pelos ribossomas aderidos à parede do retículo endoplasmático são armazenadas em vesículas que são transportadas para o complexo de Golgi, onde são "empacotadas" e enviadas para fora da célula.
O Ribo-T, um ribossoma artificial, foi criado para conduzir uma melhor compreensão de
como funcionam os ribossomas.

## Localização
Podem ser encontrados espalhados no citoplasma, presos uns aos outros por uma fita de RNA formando polissomas (também chamados de polirribossomas), ou no retículo endoplasmático (formando assim o retículo endoplasmático rugoso ou granular). Já nas células procarióticas são encontradas livres no hialoplasma, onde tem sua origem. Neste tipo de célula, elas são criadas a partir de proteínas e RNA ribossômico específicos, por um processo de auto-construção, ou seja, os ribossomos procariontes, constroem-se sozinhos a partir de seus componentes.

## Constituição
O ribossomo é formado principalmente (mais ou menos 60% da massa total) pelo flagelo ribossomático e cerca de 50 tipos diferentes de proteínas. Tem uma grande e uma pequena subunidade, sendo a grande formada de 49 proteínas + 3 Na (Sódio) e a pequena por 33 proteínas

### Estrutura
O ribossomo só é funcional quando suas subunidades estão unidas. Após a construção de cada proteína, as subunidades se desprendem da fita de RNA mensageiro(RNAm) e se separam.
Na subunidade maior, existem duas regiões onde ocorre o contato direto com o RNAt: são chamadas Sítio A (Aminoacil) onde ocorre a chegada do RNAt e Sítio P (Peptidil) onde são formadas as ligações peptídicas pela junção entre os aminoácidos de ambos os sítios. A ação dos ribossomos na tradução se divide em: iniciação (AUG - códon de início), alongamento (fatores de alongamento) e finalização (códons de parada - Stop).

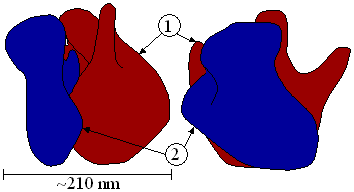
Um ribossomo tem tamanho médio de 210 nanometros e possui duas unidades de tamanhos distintos que se encaixam ao longo da fita de RNA.

## Características da tradução

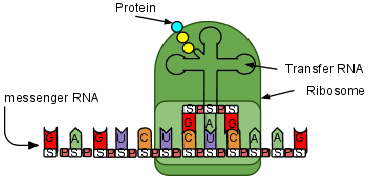
A tradução começa sempre em um AUG, o códon de início, e segue acrescentando aminoácidos por ligações peptídicas até encontrar o códon de parada (Stop codon), que pode ser UAA, UAG e UGA.

O ribossomo une outros componentes importantes na síntese de proteínas, as moléculas de RNA, para traduzir as sequências de aminoácidos de uma proteína. As tríades de ácidos nucléicos (anticódons) do RNA são utilizadas pelo ribossomo para a geração de uma sequência de aminoácidos. O sítios de ligação para o RNA (no ribossomo) estão na sua subunidade menor. Existem três sítios de ligação para moléculas de RNA. Cada tRNA ligado comunica as subunidades 30S e 60S, com sua ponta de anticódon na primeira e sua ponta aminoacil (levando o aminoácido) na ultima. O sítio A (de Aminoacil) liga-se a um aminoacidos tRNA que chega, cujo anticódon pareia com o códon no síto A da subunidade 30S. À medida que nos movemos no sentido 5' do RNA no sítio P (de peptidil) da subunidade 30S.
O RNA no sítio P contém a cadeia polipeptídica crescente, parte da qual se ajusta a uma estrutura tipo túnel na subunidade 60S. O sítio E (de saída) contém um tRNA desacila (ele não leva mais um aminoácido) que está pronto para ser liberado pelo ribossomo. Não está claro se as interações códon-anticódon também ocorrem entre o RNA e o RNA no sítio E. Duas regiões do ribossomo são críticas para a síntese de proteínas. O centro decodificador na subunidade 30S garante que apenas os tRNA portadores de anticódons que se pareiam com o códon (chamados de RNA cognatos) serão aceitos no sítio A. Os tRNA cognatos se associam ao centro de peptidil transferase na subunidade 60S onde é catalisada a formação da ligação peptídica. Recentemente, a estrutura dos ribossomos em associação aos RNA foi determinada em termos atômicos como uso de varias técnicas, incluindo cristalografia de raios X.
Os resultados destes estudos elegantes mostraram claramente que ambos os centros são totalmente compostos de regiões de RNA. Isto é, os contatos importantes nestes centros são de RNA -RNA. A formação da ligação peptídica é tida como sendo catalisada por um sítio ativo no RNA ribossômico e apenas ajudadas por proteínas ribossômicas. Sua função é produzir proteinas.